# Maja Weiss
Maja Weiss Braatz, slovenska filmska režiserka, * 17. april 1965, Novo mesto
Bila je asistentka režije pri slovenskih celovečernih filmih Ječarji (1991) in Srčna dama (1992).
Leta 1993 je dobila štipendijo za program Nipkow v Berlinu. Leta 1998 je s sestro Ido Weiss ustanovila produkcijsko podjetje Bela film. Med letoma 2005 in 2007 je bila predsednica Društva slovenskih filmskih ustvarjalcev. Od leta 2003 je članica Evropske filmske akademije.
Prišteva se med filmske aktiviste, saj s svojimi dokumentarnimi deli obravnava teme, kot so revščina, nacionalizem, genocid, begunstvo in vojna.

### Zgodnja leta
Odraščala je v Metliki. Na črnomljski srednji šoli je leta 1984 končala gimnazijo.

### Zasebno
Z nemškim možem Petrom Braatzem ima dva otroka. Eden od njiju je filmski ustvarjalec August Adrian Braatz.

## Nagrade in priznanja
- 1991: študentska Prešernova nagrada • Balkanski revolveraši
- 1992: zlata ptica • dokumentarec Fant pobratim smrti
- 1999: nagrada Darko Bratina - Poklon viziji
- 2025: nagrada Štigličev pogled

### Nagrada vesna (Festival slovenskega filma)
- 1998: najboljši kratki film • Adrian
- 1999: najboljši dokumentarni film • Cesta bratstva in enotnosti
- 2000: najboljši dokumentarni film • Nuba - čisti ljudje
- 2002: najboljša režija • celovečerni igrani film Varuh meje

### Viktor
- 1999: za najboljšo kulturno-umetniško, dokumentarno ali igrano televizijsko oddajo • dokumentarec Cesta bratstva in enotnosti
- 2003: za najboljšo igrano TV-oddajo • Balkanski revolveraši
- 2005: za najboljšo dokumentarno tv-oddajo: Photo: Joco Žnidaršič[13]
- 2010: Skriti spomin Angele Vode (najboljši igrani film) in Dar Fur – Vojna za vodo (najboljši dokumentarni film)[14]

### Nagrada Metoda Badjure
- 1991: najboljši slovenski film • Balkanski revolveraši
- 1992: najboljši slovenski film • Fant pobratim smrti

### Berlinale
- 2002: nagrada »Manfred Salzgeber« za najbolj inovativen evropski film • Varuh meje